# 黄花花杜鹃
黄花花杜鹃（学名：Rhododendron boothii）为杜鹃花科杜鹃花属下的一个种。

## 扩展阅读
維基物種上的相關：黄花花杜鹃